# سیارک ۲۳۶۰

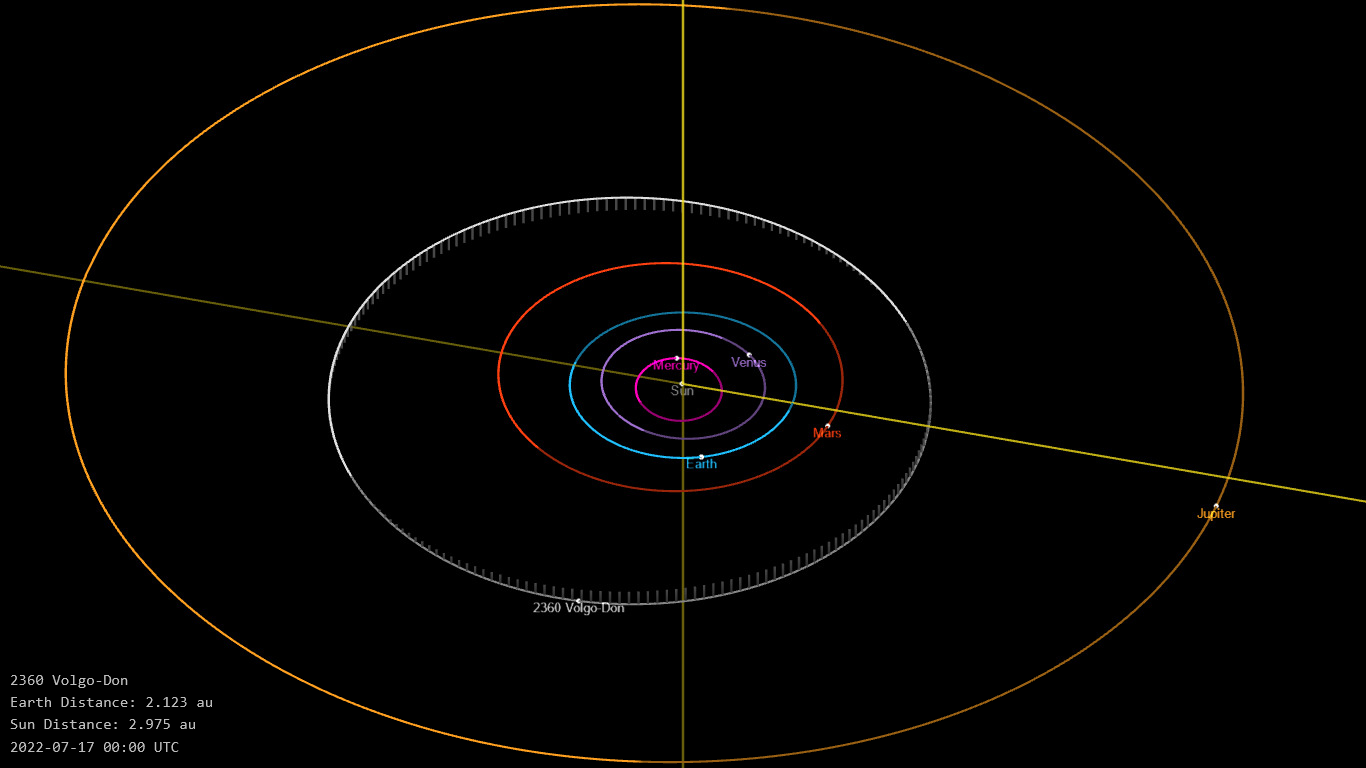
نمایی از محل قرارگیری سیارک ۲۳۶۰ در مدار – ۲۰۲۲

سیارک ۲۳۶۰ (به انگلیسی: 2360 Volgo-Don، نامگذاری:1975VD3) دو هزار و سیصد و شصتمین سیارک کشف شده‌است که در ۲ نوامبر ۱۹۷۵ کشف شد.
قدر مطلق سیارک برابر ۱۲٫۴۰ است.